# سعيد أحمد سعيد (لاعب شطرنج)
سعيد أحمد سعيد (24 نوفمبر 1968-) هو أستاذ دولي في الشطرنج الإماراتي.

## مسيرة الشطرنج
فاز سعيد أحمد سعيد ببطولة العالم للشطرنج تحت 14 سنة عام 1981 والتي أقيمت في خالابا.
في عام 1985 شارك في بطولة العالم للشطرنج بين المناطق في تاكسكو حيث احتل المركز الخامس عشر.
لعب لصالح دولة الإمارات العربية المتحدة في أولمبياد الشطرنج:
- في عام 1980، في المجلس الثاني في أولمبياد الشطرنج الرابع والعشرين في لا فاليتا (+7، =4، -3).
- في عام 1984، في اللوحة الأولى في أولمبياد الشطرنج السادس والعشرين في سالونيك (+7، =4، -3).

لعب سعيد أحمد سعيد لصالح الإمارات العربية المتحدة في بطولة آسيا للشطرنج للفرق للرجال:
- في عام 1979، حصل على المركز الثاني في بطولة آسيا الثالثة للفرق في الشطرنج في سنغافورة (+6، =0، -2).

حصل سعيد على لقب أستاذ دولي في الشطرنج، وهو عضو في نادي دبي للشطرنج والثقافة.

## روابط خارجية
- سعيد أحمد سعيد على موقع الاتحاد الدولي للشطرنج (الإنجليزية)
- سعيد أحمد سعيد على موقع مباريات الشطرنج (الإنجليزية)
- سعيد أحمد سعيد على موقع 365Chess.com (الإنجليزية)
- سعيد أحمد سعيد على موقع Chesstempo.com (الإنجليزية)
- سعيد أحمد سعيد سجل أولمبياد الشطرنج على موقع OlimpBase.org (الإنجليزية)